# Beauty Behind the Madness
Beauty Behinhd the Madness là album phòng thu thứ hai của nam ca sĩ người Canada The Weeknd. Album phát hành vào ngày 28 tháng 8 năm 2015, bởi XO và Republic Records. Album có sự tham gia hợp tác của các nghệ sĩ và các nhà sản xuất âm nhạc khác như Labrinth, Ed Sheeran, Kanye West, Lana Del Rey và Maty Noyes.
Album được hỗ trợ bởi 4 đĩa đơn. "Often" phát hành thành đĩa đơn mở đường cho album vào ngày 31 tháng 7 năm 2014. "The Hills" và "Can't Feel My Face" lần lượt được phát hành thành các đĩa đơn thứ hai và thứ ba vào ngày 27 tháng 5 và 8 tháng 6 năm 2015. Hai ca khúc này đều đã giành ngôi quán quân bảng xếp hạng US Billboard Hot 100. Beauty Behind the Madness cũng bao gồm ca khúc "Earned It" phát hành thành đĩa đơn mở đường cho album nhạc phim Fifty Shades of Grey: Original Motion Picture Soundtrack vào ngày 23 tháng 12 năm 2014.

## Các đĩa đơn
Đĩa đơn mở đường cho album, "Often", ra mắt vào ngày 31 tháng 7 năm 2014. Ca khúc lần lượt đạt đến các vị trí #59 và #69 trên hai bảng xếp hạng US Billboard Hot 100 và Canada Hot 100.
Đĩa đơn thứ hai từ album, "The Hills", phát hành vào ngày 27 tháng 5 năm 2015. Ca khúc xuất hiện trên bảng xếp hạng US Billboard Hot 100 tại vị trí thứ 20 trong bảng xếp hạng tuần 13 tháng 6 năm 2015; trở thành đĩa đơn có vị trí ra mắt cao nhất của tuần. Thành công này đến từ lượng tải kĩ thuật số (109.000 bản) và 5,2 triệu lượt stream, do việc ra mắt video âm nhạc cùng ngày với ngày phát hành đĩa đơn. Tuần kế tiếp, ca khúc lùi một bậc nhưng lượng stream được gia tăng đáng kể.. Tính đến tháng 9 năm 2015, "The Hills" đã bán ra 1.012.633 bản tại quốc gia và đạt ngôi quán quân trên US Billboard Hot 100, trở thành đĩa đơn quán quân thứ hai của The Weeknd, đồng thời cũng đưa anh trở thành một trong số ít các nghệ sĩ có ca khúc liên tục thay phiên nhau giữ vị trí quán quân.
Đĩa đơn thứ ba của album, "Can't Feel My Face", phát hành vào ngày 8 tháng 6 năm 2015, sau khi The Weeknd trình diễn ca khúc tại hội nghị các nhà phát triển toàn cầu (Worldwide Developers Conference) của Apple diễn ra cùng ngày. Ca khúc ra mắt ở vị trí thứ 24 trên US Billboard Hot 100. Ca khúc thu về lượng tải kĩ thuật số trong tuần đầu đạt 93.000 bản, cộng với 4,2 triệu lượt stream tại Hoa Kỳ và 38 triệu lượt chơi trên các đài phát thanh. Trong tuần thứ ba trên bảng xếp hạng, ca khúc vươn tới vị trí thứ 6 trên Hot 100, trở thành đĩa đơn top 10 thứ ba, và là đĩa đơn hát đơn top 10 thứ hai của anh. Năm tuần sau đó, ca khúc chiếm giữ ngôi vị quán quân của Hot 100, trở thành đĩa đơn quán quân đầu tiên của The Weeknd trên bảng xếp hạng. Ca khúc quay trở lại vị trí quán quân hai lần, qua đó trở thành ca khúc thứ sáu trong lịch sử Billboard Hot 100 làm được điều này, và cũng là ca khúc đầu tiên đạt được thành công trên kể từ năm 2011. Ca khúc ra mắt ở vị trí thứ 27 tại Úc trong tuần 20 tháng 6, trước khi leo lên ngôi vị á quân trong tháng 7. Tính đến tháng 9 năm 2015, doanh số của "Can't Feel My Face" trên thị trường Hoa Kỳ đạt 1.288.942 bản.

## Phát hành
Vào ngày 4 tháng 7 năm 2015, The Weeknd tham gia biểu diễn tại FVDED tại Park ở Surrey, BC, Canada. Ngày 9 tháng 7, The Weeknd tiếp tục quảng bá cho album thông qua việc tham dự các nhạc hội mùa hè, bao gồm Lollapalooza ở Chicago, nhạc hội Hard Summer ở Pomona, CA, Summer Set Music và Camping Festival ở Somerset, WI, nhạc hội Philadelphia's Made in America, Austin City Limits tại Austin, và nhạc hội Seattle's Bumbershoot.
Điều này dẫn đến việc 3 ca khúc trong album bị rò rỉ trong tháng 5 năm: "In the Night", "Can't Feel My Face", và một phiên bản chưa hoàn thiện của "Acquainted", mà sau này được cho là của "Girls Born in the 90s" — ca khúc gần như được làm lại trước khi phát hành.

## Đánh giá chuyên môn
| Đánh giá chuyên môn  | Đánh giá chuyên môn |
| Điểm trung bình      | Điểm trung bình     |
| Nguồn                | Đánh giá            |
| -------------------- | ------------------- |
| Metacritic           | 74/100              |
| Nguồn đánh giá       |                     |
| Nguồn                | Đánh giá            |
| AllMusic             | [ 16 ]              |
| Chicago Tribune      | [ 17 ]              |
| DEAD PRESS!          | [ 18 ]              |
| Entertainment Weekly | B                   |
| HipHopDX             | [ 20 ]              |
| NME                  | 7/10                |
| The Observer         | [ 22 ]              |
| Pitchfork Media      | 7.2/10              |
| Spin                 | 7/10                |

Sau khi phát hành, Beauty Behind the Madness nhận được những đánh giá tích cực từ giới phê bình âm nhạc. Trên Metacritic, trang đánh giá theo thang điểm 100 dựa trên các đánh giá của hệ thống các nhà phê bình, album nhận được điểm số 74, dựa trên 24 bài đánh giá.

## Diễn biến thương mại
Ngày 31 tháng 8 năm 2015, Billboard cho biết Beauty Behind the Madness có thể đạt doanh số xấp xỉ 300.000 bản trong tuần đầu phát hành tại Hoa Kỳ. Album ra mắt ở vị trí số 1 trên bảng xếp hạng US Billboard 200, với 412.000 đơn vị bán ra (326.000 bản là album truyền thống), trở thành album quán quân đầu tiên của The Weeknd. Album giữ vị trí này trong tuần thứ hai với 145.000 đơn vị quy đổi, 77.000 bản truyền thống. The Weeknd tiếp tục chiếm lĩnh ngôi vị quán quân trong tuần thứ 3 liên tiếp, album bán ra 99.000 đơn vị trong tuần thứ 3, nâng tổng doanh số của album trong 3 tuần đầu phát hành lên 656.000 bản.

## Danh sách bài hát
| STT              | Nhan đề                               | Sáng tác                                                                                                   | Sản xuất                                                   | Thời lượng |
| ---------------- | ------------------------------------- | --- | ---------------------------------------------------------- | ---------- |
| 1.               | "Real Life"                           | Abel "The Weeknd" Tesfaye Jason "DaHeala" Quenneville Stephan Moccio                                       | The Weeknd DaHeela Moccio                                  | 3:43       |
| 2.               | "Losers" (hợp tác với Labrinth)       | Tesfaye Timothy McKenzie Carlo "Illangelo" Montagnese                                                      | The Weeknd Illangelo Labrinth                              | 4:41       |
| 3.               | "Tell Your Friends"                   | Tesfaye Robert Holmes Christopher Pope Carl Marshall Montagnese Kanye West                                 | Pope West Illangelo Mike Dean                              | 5:34       |
| 4.               | "Often"                               | Tesfaye Quenneville Ahmad "Belly" Balshe Danny Schofield Sabahattin Ali Ben Diehl Ali Kocatepe Osman İşmen | The Weeknd Ben Billions DaHeela                            | 4:09       |
| 5.               | "The Hills"                           | Tesfaye Montagnese Emmanuel Nickerson Balshe                                                               | Million $ Mano JayFrance Illangelo                         | 4:02       |
| 6.               | "Acquainted"                          | Tesfaye Quenneville Schofield Montagnese Diehl                                                             | The Weeknd Illangelo Ben Billions DaHeela Danny Boy Styles | 5:48       |
| 7.               | "Can't Feel My Face"                  | Ali Payami Savan Kotecha Max Martin Tesfaye Peter Svensson                                                 | Martin Payami                                              | 3:33       |
| 8.               | "Shameless"                           | Abel Tesfaye Eric Svensson Mike Kotecha Larry Payami Vlad Balshe                                           | Martin Payami Svensson The Weeknd                          | 4:13       |
| 9.               | "Earned It"                           | Tesfaye Moccio Quenneville Balshe                                                                          | Moccio DaHeela                                             | 4:37       |
| 10.              | "In the Night"                        | Tesfaye Balshe Payami Kotecha Svensson Martin                                                              | Martin Payami The Weeknd [a]                               | 3:55       |
| 11.              | "As You Are"                          | Tesfaye Balshe Schofield Quenneville Montagnese                                                            | The Weeknd Illangelo DaHeela Danny Boy Styles              | 5:40       |
| 12.              | "Dark Times" (hợp tác với Ed Sheeran) | Tesfaye Quenneville Ed Sheeran                                                                             | Illangelo                                                  | 4:20       |
| 13.              | "Prisoner" (hợp tác với Lana Del Rey) | Tesfaye Elizabeth Grant Montagnese                                                                         | Illangelo The Weeknd                                       | 4:34       |
| 14.              | "Angel"                               | Tesfaye Moccio Schofield Diehl                                                                             | The Weeknd Moccio Danny Boy Styles                         | 6:17       |
| Tổng thời lượng: | Tổng thời lượng:                      | Tổng thời lượng:                                                                                           | Tổng thời lượng:                                           | 65:24      |

Ghi chú
- ^[a]  chỉ người đồng sản xuất
- ^[b]  chỉ người hỗ trợ sản xuất

Các bài hát lấy mẫu
- "Tell Your Friends" có chứa phần lấy mẫu từ ca khúc "Can't Stop" của Theophilus London hợp tác với Kanye West.
- "Angel" có chứa phần hát của một ca sĩ khách mời không được ghi vào phần credit, người này có tên là Maty Noyes, một ca sĩ đến từ LA.
- "Angel" cũng chứa một phần lấy mẫu khác từ ca khúc "My Way" của Fetty Wap hợp tác với Monty trong phần tiền hát bè.

## Xếp hạng
| Bảng xếp hạng (2015)                     | Vị trí cao nhất |
| ---------------------------------------- | --------------- |
| Album Úc (ARIA)                          | 1               |
| Album Áo (Ö3 Austria)                    | 7               |
| Album Bỉ (Ultratop Vlaanderen)           | 2               |
| Album Bỉ (Ultratop Wallonie)             | 10              |
| Album Canada (Billboard)                 | 1               |
| Album Đan Mạch (Hitlisten)               | 2               |
| Album Hà Lan (Album Top 100)             | 2               |
| Album Phần Lan (Suomen virallinen lista) | 12              |
| Album Pháp (SNEP)                        | 6               |
| Album Đức (Offizielle Top 100)           | 7               |
| Album Ireland (IRMA)                     | 2               |
| Album Ý (FIMI)                           | 21              |
| Album Hàn Quốc (Circle)                  | 60              |
| Album Hàn Quốc Quốc tế (Circle)          | 8               |
| Album New Zealand (RMNZ)                 | 2               |
| Album Na Uy (VG-lista)                   | 1               |
| Album Bồ Đào Nha (AFP)                   | 7               |
| Album Thụy Điển (Sverigetopplistan)      | 3               |
| Album Thụy Sĩ (Schweizer Hitparade)      | 4               |
| Album Anh Quốc (OCC)                     | 1               |
| Album Anh Quốc R&B (OCC)                 | 1               |
| Album Hoa Kỳ Billboard 200               | 1               |
| Album Hoa Kỳ Top R&B/Hip-Hop (Billboard) | 1               |

## Lịch sử phát hành
| Khu vực  | Ngày phát hành      | Định dạng          | Nhãn hiệu   |
| -------- | ------------------- | ------------------ | ----------- |
| Toàn cầu | 28 tháng 8 năm 2015 | CD Tải kỹ thuật số | XO Republic |